# Herman Nyberg
Herman Andreas Nyberg (Göteborg, 22 de febrer de 1880 - Västra Frölunda, Göteborg, 6 de juliol de 1960) va ser un regatista suec que va competir a començaments del segle xx.
El 1912 va prendre part en els Jocs Olímpics d'Estocolm, on va guanyar la medalla d'or en la categoria de 10 metres del programa de vela. Nyberg navegà a bord del Kitty junt a Filip Ericsson, Carl Hellström, Paul Isberg, Humbert Lundén, Harry Rosenswärd, Erik Wallerius i Harald Wallin.